# موضة الشارع اليابانية
هناك العديد من الأنماط والأشكال فيموضة الشارع ‏ في اليابان، يرجع السبب لكونها مزيج من الطابع المحلي والغربي معاً. بعض هذه الأزياء مستحدثة ومبالغ فيها، على غرار الأزياء الراقية التي شوهدت على المنصات الأوروبية. سجّل شويتشي أوكي ‏ ارتفاع وانهيار هذه الصيحات منذ عام 1997 في مجلة الموضة فرويتس، وهي مجلة بارزة لترويج أزياء الشارع في اليابان.
في عام 2003، أثرت موسيقى الهيب هوب اليابانية ‏، والذي كانت موجودة منذ وقت طويل، على صناعة الأزياء السائدة. كانت شعبية الموسيقى مؤثرة جداً في اليابان لدرجة شباب طوكيو قاموا بتقليد نجوم الهيب هوب المفضلين لديهم من حيث طريقة لباسهم من خلال ارتدائهم الملابس الواسعة وصولاً إلى تسمير بشرتهم.

## أزياء الشارع الياباني الحديث
على الرغم من تغير الموضة على مر السنين، لا تزال أزياء الشارع بارزة في طوكيو اليوم. حيث يمكن العثور على الكثير من الشباب مرتدين ملابس من ثقافات فرعية في منطقة الأزياء الحضرية الكبيرة مثل هاراجوكو (أورا-هاراجوكو)،  وأوياما وغينزا و أودايبا و شينجوكو و وشيبويا.

### لوليتا

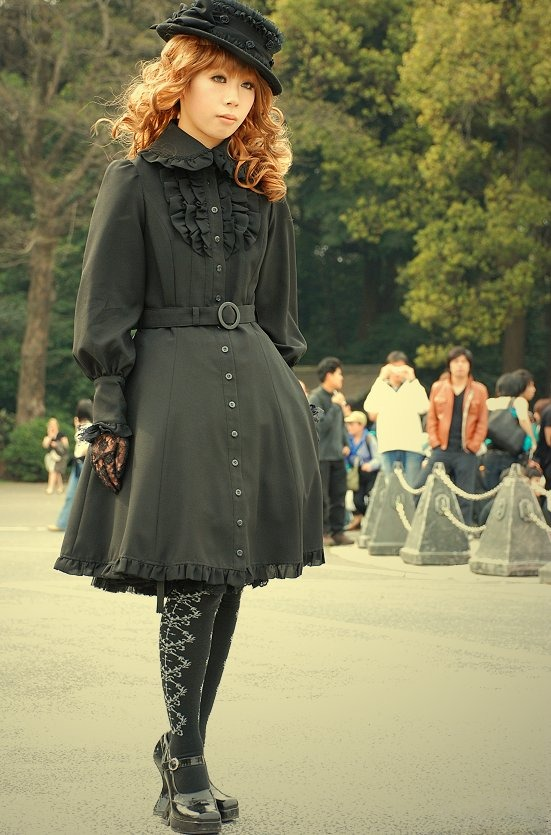
اللوليتا القوطية

مع احتوائه على العديد من الأساليب داخل حدوده، أصبح أسلوب لوليتا واحداً من أكبر، وأكثر الأساليب المتعارف عليها في أزياء الشارع الياباني، والآن هو يكسب الاهتمام من جميع أنحاء العالم. أكثر أنماط وأساليب اللوليتا شهرة هي: 
- اللوليتا القوطية - هي لوليتا مع تأثير شديد التحدر من من الأسلوب الشرقي والفيكتوري القوطي. في كثير من الأحيان يتميز بألوانه الداكنة والصلبان والخفافيش والعناكب وأيضاً الرموز. أسلوب اللوليتا القوطية يعتمد على ارتداء تنورة على امتداد الركبة مع تنورة قصيرة تحتها. مع قمصان من الدانتيل خيطت ونقشت على الطراز الفيكتوري. الجوارب طويلة إلى الركبة. مع قلسونة ودبوس مزخرف مع مظلة لإكمال مظهر اللوليتا.
- اللوليتا الحلوة - هو النمط الأكثر طفولية. وهو في الأصل مستوحاً من ملابس الأطفال الفيكتورية. أليس في بلاد العجائب وهيلو كيتي وريلاكوما وشخصيات أخرى من ثقافة البوب اللطيفة تحظى بشعبية كبيرة عند اللوليتا الحلوة. الألوان الفاتحة تعتمد بشكل كبير عندهم، فضلاً عن استخدام الأحمر والأحمر الداكن.
- اللوليتا الكلاسيكية - كلاسيكية جداً وهو جاد وعملي جداً  ويركز على الألوان الخفيفة مثل، الأزرق والأخضر والأحمر.

### غيارو

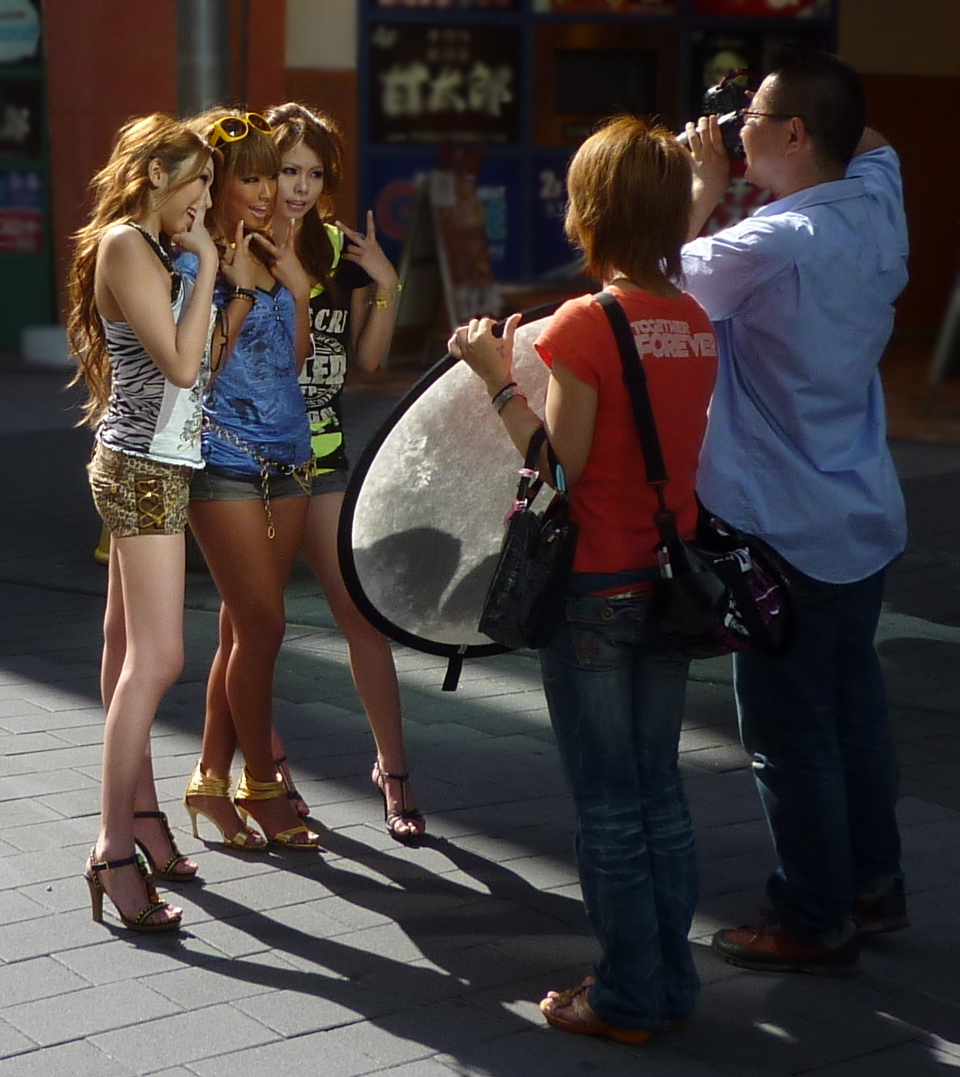
غيارو يتم تصويرهم في إكه-بوكورو في 2009

غيارو، والذين يعرفون أحياناً باسم غانغورو والتي هي في الواقع فئة فرعية من غيارو، هو نوع من أزياء الشارع الياباني التي نشأت في السبعينيات. أسلوب غيارو يركز كونه أنثوي وفاتن، يعتمد على الجمال الذي من صنع الإنسان (شعر مستعار، لون بشره مزيف، أظافر مزيفة، الخ). الغيارو أيضا مستوحاة بشكل كبير من الأزياء الغربية.

### غانغورو

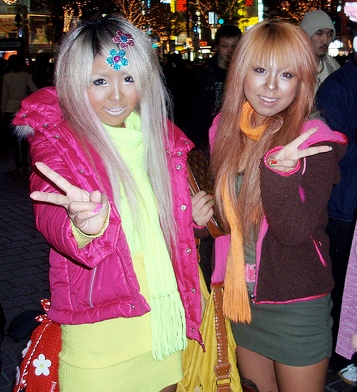
فتاتان غانغورو في طوكيو في أبريل، 2008.

أسلوب الغانغورو أصبح شعبياً جداً بين الفتيات اليابانيات في أوائل التسعينيات ووصل إلى ذروته في بداية الألفية. أسلوب الغانغورو عادة ما يشمل ملابس ذات ألوان زاهية، وتنانير صغيرة، وعادة ما يكون الشعر أبيض، مع تسميرداكن، ورموش وهمية، وكحل أبيض وأسود، وأساور، وأقراط، وخواتم، وأيضاً القلائد وأخيراً الأحذية المسطحة.

### كوغال

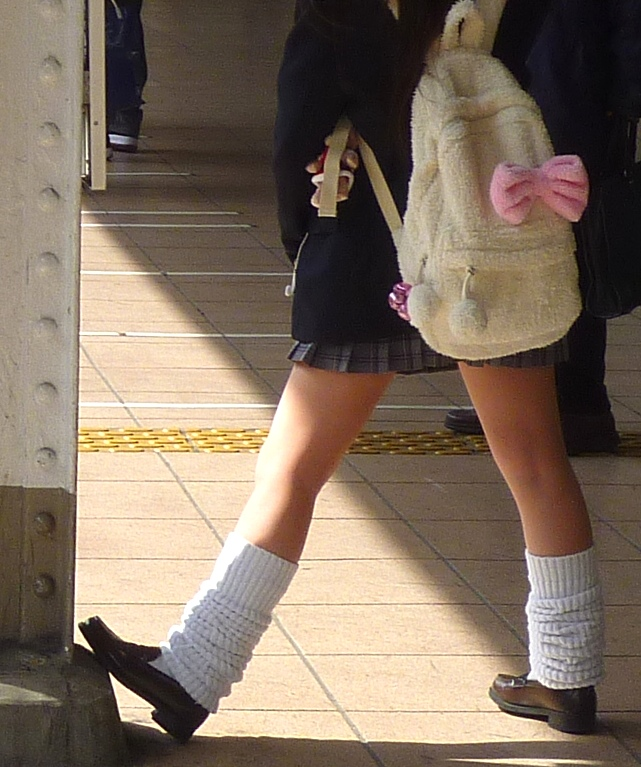
كوغال تم التعرف عليها من خلالجواربها الفضفاضة و تنورتها القصيرة

يستند مظهر الكوغال (كوغارو) إلى زي المدرسة الثانوية، ولكن مع تنورة أقصر، وجوارب فضفاضة، وغالباً ما يكون الشعر مصبوغاً مع ارتداء وشاح كذلك. الفتيات في بعض الأحيان يطلقن على أنفسهن اسم غيارو. هذا الأسلوب كان بارزاً في التسعينيات، ولكن منذ ذلك الحين بدأ في الانخفاض.

### بوسوزوكو

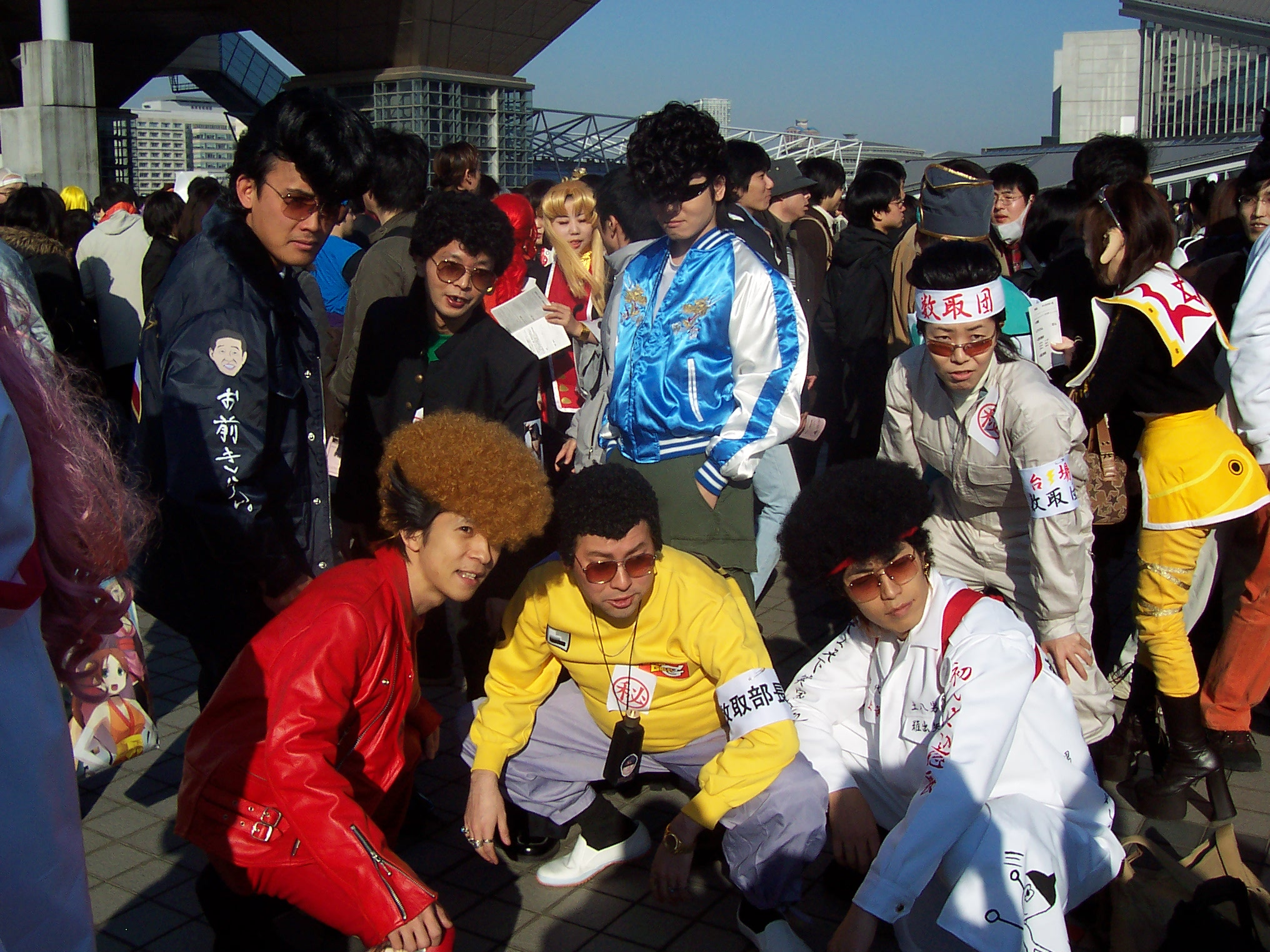
يابانيين في أزياء البوسوزوكو.

### كوروي نيجي
كوروي نيجي والتي تعني «قوس القزح الأسود» هو مزيج من الأسود بشكل عام مع ألون الطيف. 

### دوللي كي
دوللي كي هو أسلوب يعتمد على وجهة نظر اليابان عن العصور الوسطى والحكايات الأوروبية، وخاصة الأخوان غريم و هانس كريستيان أندرسن. ويشمل على الكثير من الملابس الكلاسيكية. غريموير هو متجر في اليابان وصف بأنه «متجر الأزياء الرائد وراء مشهد الأزياء عند دوللي كي». 

### فيري كي

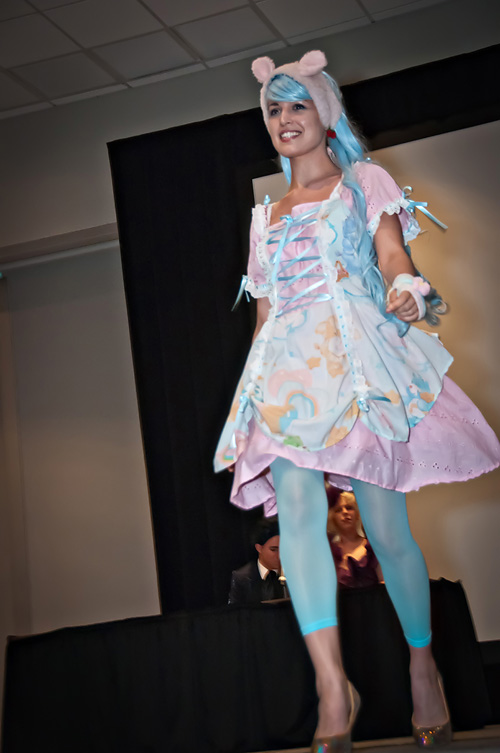
عارضة في ملابس الفري كي

أسلوب طفولي. الأزياء مكونة من ألون الباستيل (مثل الخزامى والأزرق الفاتح والوردي الفاتح والأخضر النعناعي والأصفر الفاتح، وما إلى ذلك). وهي مستوحاة من الألعاب والشخصيات الكرتونية من الثمانينات وأوائل التسعينيات مثل ماي ليتل بوني وستروبيري شورت كيك وقوس قزح وباربي والدببة الطيبون. 

### فتاة موري
أزياء موري (والتي تعني الغابات) هي لطيفة وناعمة الملمس. ويمكن ارتدائه بحرية لإنه مكون طبقات من فساتين وسترات صوفية ويعتمد على الأقمشة الطبيعية (مثل القطن والكتان والصوف) والإكسسوارات اليدوية الصنع. أما بالنسبة لتسريحات الشعر فهي إما أن تكون غرة (غالباً ما تكون مموجة) أو ظفائر. هذا النمط مماثل لنمط دوللي كي في أن الهدف هو خلق مظهر مثل دمية، ولكن بطريقة أكثر عفوية وعملية.

### أسلوب الكيمونو
تتأثر الموضة اليابانية بالثقافة التاريخية، يمكننا أن نرى الشعب الياباني يرتدي الكيمونو في الشارع في اليابان حتى الآن، وخاصة في غينزا. بالإضافة إلى كونهم لا يزالون يحافظون على ثقافة ارتداء الكيمونو في الأحداث الخاصة والمهمة التعميد والجنازة، الخ. الجيل الشبابي في الياباني يقبلون أيضاً مزج الكيمونو والأزياء العصرية في الموضة. وعادة ما يمزجون ما يتناسب مع أسلوبهم الخاص في الكيمونو، مثل ارتداء حقائب المصممين المعاصرة بدلاً من السلة التقليدية، وارتداء الكعب العالي بدلأ من الشباشب. 

## التأثير العالمي
أزياء الشارع الياباني أثرت على الساحل الغربي للولايات المتحدة[2][2][2].ماركات الأزياء الراقية مثل كوم ديس غاركونس ‏ لعب دوراً كبيراً في الصناعة العالمية منذ الثمانينيات، خاصة من خلال التصاميم المتكررة مع الماركات. في 2008، المصممة اليابانية ري كاواكوبو ‏ قامت بالتصميم من أجل لوي فيتون و إتش أند أم.
وقد ظهر عمل توموكو ياماناكا في أسبوع الموضة في لندن، 2010.